# Groșani, Argeș
Groșani este un sat în comuna Poienarii de Muscel din județul Argeș, Muntenia, România.